# داریو ماریانلی
داریو ماریانلی (به ایتالیایی: Dario Marianelli) (متولد ۲۱ ژوئن ۱۹۶۳)، نوازنده ایتالیایی پیانو و آهنگساز موسیقی فیلم می‌باشد. وی سازنده موسیقی فیلم‌های برادران گریم (۲۰۰۵)، غرور و تعصب (۲۰۰۵)، کفاره (۲۰۰۷) و همچنین آنا کارنینا (۲۰۱۲) می‌باشد.

## جایزه‌ها
- جایزه اسکار
- غرور و تعصب (نامزد- ۲۰۰۵)
- کفاره (برنده-۲۰۰۷)[۱]
- آناکارنینا (نامزد- ۲۰۱۲)
- جوایز گلدن گلوب
- کفاره (برنده-۲۰۰۷)

## ترانه شناسی و فیلم شناسی
- ۱۹۹۴: آیلسا
- ۱۹۹۵: راه طولانی خانه
- ۱۹۹۷: دزد گوسفند
- ۱۹۹۷: من غرق شدم
- ۱۹۹۹: شکارگاه
- ۲۰۰۰: پاندایمونیوم
- ۲۰۰۱: سلحشور
- ۲۰۰۲: در این جهان
- ۲۰۰۳: من قلعه رو تسخیر می‌کنم
- ۲۰۰۳: این زندگی کوتاه
- ۲۰۰۳: ترسو
- ۲۰۰۵: برادران گریم
- ۲۰۰۵: غرور و تعصب
- ۲۰۰۵: وی مثل وندتا
- ۲۰۰۶: بازگشت
- ۲۰۰۶: رویای عین الهر
- ۲۰۰۷: کفاره (جایزه اسکار بهترین موسیقی فیلم)، (جایزه گلدن گلوپ بهترین موسیقی فیلم)
- ۲۰۰۷: خدانگهدار بافانا
- ۲۰۰۷: ما با هم هستیم
- ۲۰۰۷: ورای دروازه‌ها
- ۲۰۰۹: تکنواز
- ۲۰۰۹: آگورا
- ۲۰۱۰: بخور، عبادت کن، عشق بورز
- ۲۰۱۱: جین ایر
- ۲۰۱۱: صید ماهی آزاد در یمن
- ۲۰۱۲: آناکارنینا
- ۲۰۱۳: مرغ مگس خوار
- ۲۰۱۳: شخص سوم
- ۲۰۱۴: عروسک‌های جعبه‌ای
- ۲۰۱۴: وایلد کارد
- ۲۰۱۵: پن
- ۲۰۱۵: اورست